# Kiseljak, Zvornik
Kiseljak este un sat din municipiile Zvornik (Republika Srpska) și Sapna, Bosnia și Herțegovina. Satul este cunoscut prin cele șapte izvoare.

## Demografie
Conform recensământului din 2013, populația sa era de 363 de locuitori, toți locuind în zona Zvornik , deci niciunul în partea Sapna.
| Etnie  | Număr | Procent |
| ------ | ----- | ------- |
| Sârbi  | 362   | 99,7%   |
| Croați | 1     | 0,3%    |
| Total  | 363   | 100%    |